# 平間亮
平間 亮（ひらま りょう、1985年5月18日 - ）は、宮城県出身のサッカー審判員（元国際副審）。宮城県サッカー協会所属。

## 来歴
小学校2年生の時からサッカーを始め、その後指導者経験などを経て審判員への道を進み始める。3級審判員だった2006年に宮城県サッカー協会の主催するレフェリーアカデミーの第一期生として受講。2008年12月7日付けで1級審判員として認定。2011年から日本プロサッカーリーグ（Jリーグ）にて副審を担当している。また、この年の3月に行われた東北地方太平洋沖地震復興支援チャリティーマッチ がんばろうニッポン!では、宮城県サッカー協会からの派遣で第4の審判員を務めている。
2012年から13年にかけて、欧州サッカー連盟 (UEFA) の研修会に参加。2015年のタイFAカップ決勝への派遣（主審の當麻政明、副審の大塚晴弘と共に）を経て、2018年から国際サッカー連盟 (FIFA) に国際審判員として登録された。

## 決勝担当
| 開催年月日     | 大会                                 | 対戦カード             | 対戦カード         | 結果        | 会場               | 担当 |
| -------------- | ------------------------------------ | ---------------------- | ------------------ | ----------- | ------------------ | ---- |
| 2014年12月7日  | 2014 J1昇格プレーオフ                | ジェフユナイテッド千葉 | モンテディオ山形   | 0-1         | 味の素スタジアム   | 副審 |
| 2015年1月12日  | 第94回全国高等学校サッカー選手権大会 | 前橋育英               | 星稜               | 2-4         | 埼玉スタジアム2002 | 副審 |
| 2018年1月8日   | 第97回全国高等学校サッカー選手権大会 | 流経大柏               | 前橋育英           | 0-1         | 埼玉スタジアム2002 | 副審 |
| 2018年2月10日  | FUJI XEROX SUPER CUP2018             | 川崎フロンターレ       | セレッソ大阪       | 2-3         | 埼玉スタジアム2002 | 副審 |
| 2019年10月26日 | 2019 JリーグYBCルヴァンカップ        | 北海道コンサドーレ札幌 | 川崎フロンターレ   | 3-3 (PK4-5) | 埼玉スタジアム2002 | 副審 |
| 2025年2月8日   | FUJIFILM SUPER CUP 2025              | ヴィッセル神戸         | サンフレッチェ広島 | 0-2         | 国立競技場         | AVAR |